# Aurelio Barrios y Morales
Aurelio Barrios y Morales (* 22. Juli 1880 in Zacatlán/Puebla; † 29. September 1943 in Mexiko-Stadt) war ein mexikanischer Komponist, Organist, Pianist und Musikpädagoge.

## Leben
Barrios y Morales war das vierte von sechs Kindern eines Töpfers. Er besuchte die Elementarschule seiner Heimatortes. Er konnte mit Hilfe des Pfarrers seiner Gemeinde seine Ausbildung am Seminar von Puebla fortsetzen. Dort erhielt er auch Unterricht in Orgel, Klavier und liturgischem Gesang. 1903 wurde er Organist am Templo de la Concordia. Ab 1906 studierte er am Conservatorio Nacional de Música (CNM) in Mexiko-Stadt Orgel bei José Guadalupe Velázquez und Komposition bei Gustavo E. Campa.
Nachdem er mit einer Sinfonie in f-Moll bei einem Wettbewerb des CNM den Ersten Preis im Fach Komposition gewonnen hatte, wurde er 1913 Professor für Komposition am CNM. Dort unterrichtete er in den mehr als dreißig Jahren seines Wirkens u. a. Chorleitung (1917–1921), Orgel und liturgischen Gesang (1921–1936) und Harmonielehre (1936–1941). Daneben gab er zwischen 1936 und 1941 Solfège-Klassen an  der Escuela Popular Nocturna de Música und an der Escuela de Arte para Trabajadores. Sein prominentester Orgel- und Kompositionsschüler wurde Alfonso de Elías. Neben seiner Lehrtätigkeit leitete Barrios y Morales verschiedene Chöre, arbeitete als Kirchenorganist und Stummfilmpianist und wirkte als Juror an Musikwettbewerben (u. a. Primer Congreso Nacional de Música, 1927) mit.

## Werke
- Misa solemne
- Las siete palabras
- Himno solemne eucarístico
- Invitatoriam et responsoria pro difunctis
- Fuga en fa menor, 1909
- El ángel de la guarda, 1909
- Sinfonía en fa menor, 1913
- En el ocaso de la vida, 1940